# Come On (chanson de Javi Mula)
Pour les articles homonymes, voir Come On.
Singles de Javi Mula
Sexy Lady
(2010)
Come On est une chanson du DJ espagnol Javi Mula sortie le 7 décembre 2009 sur le major Universal Music Group. La chanson a été écrite par Pocomoxo, Javi Mula et produite par Javi Mula. Le single se classe dans 3 hit-parades de pays différents, et rencontre un grand succès en France en atteignant la 5e place du Top 50.

## Liste des pistes
Promo - CD-Maxi ARS UMG
1. Come On (Radio Edit) - w3:17
2. Come On (Original Mix) - 6:33
3. Come On (John Marks Mix) - 5:13
4. Come On (Acapella) - 1:30

## Classement par pays
| Classement (2009-2010)                  | Meilleure position |
| --------------------------------------- | ------------------ |
| France (SNEP)                           | 5                  |
| Belgique (Wallonie Ultratop 50 Singles) | 15                 |
| Espagne (PROMUSICAE)                    | 39                 |